# Matthias Arter

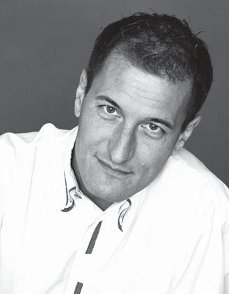
Matthias Arter

Matthias Arter (* 10. Oktober 1964 in Zürich) ist ein Schweizer Oboist, Komponist, Dozent, Interpretationsforscher und seit 2007 Präsident des Schweizerischen Tonkünstlervereins.

## Leben
Arter studierte bei Peter Fuchs und Thomas Indermühle an der Musikhochschule Zürich. Weitere Studien und Meisterkurse erfolgten bei Heinz Holliger und Maurice Burgue (Freiburg i. Br.). Die Arbeit mit seinen Ensembles Octomania, Arion-Quintett, æquatuor und pre-art soloists begleitete und prägte ihn. Er gab regelmässige Rezitals mit verschiedenen Instrumentalpartnern (Klavier, Harfe, Gitarre) mit einem Repertoire, das von der Renaissance bis zur neuesten Musik reicht. Mit pre-art, einer von ihm und Boris Previsic gegründeten Nonprofitorganisation, verfolgt er ausserdem eine interkulturelle und transdisziplinäre Arbeit, die sich vor allem auf die Länder Südostmitteleuropas und des Kaukasus konzentriert.
Aufführungen seiner Kompositionen erfolgten an den Tagen für Neue Musik Zürich, im Musikpodium der Stadt Zürich, sowie an anderen Festivals in der Schweiz, Deutschland, Georgien, Armenien, Ukraine, Kanada und Albanien. Solistische CD-Produktionen erschienen u. a. bei MGB, ECM, Arte Nova pan classics, col legno, und en avant. Bei Neos ist ausserdem eine CD mit einiger seiner Solostücken erschienen.
Arter ist ausserdem als Dirigent tätig, unterrichtet Oboe, Kammermusik und Improvisation an der Hochschule der Künste Bern und ist als Solooboist im Kammerorchester Basel sowie im Collegium Novum Zürich tätig. Im letzteren wirkt er seit Ende 2021 auch als künstlerischer Co-Leiter, zunächst ad interim gemeinsam mit der Flötistin Susanne Peters, dann vorübergehend alleine und seit der Saison 2024/25 gemeinsam mit dem Dramaturgen Andri Hardmeier.
Als Interpretationsforscher beschäftigt sich Arter mit Aufnahmen aus der Frühzeit der Tonaufzeichnung (bis ca. 1935), aus welchen er Erkenntnisse für die Interpretationstraditionen des 19. Jahrhunderts gewinnt. Eines seiner Projekte befasste sich mit den Aufnahmen von Beethovens fünfter Sinfonie (1910–1933).
Er lebt mit seiner Familie in der Nähe von Zürich.

## Werke (Auswahl)

### Solostücke
- für Blockflöte: Solo 1993 (1993)
- für Oboe/Englischhorn: Changes (1996)
- für Horn: Voice (1998)
- für Klavier: 3 Klavierstücke (1999)
- für Stimme: Música (2000)
- für Flöte: Solo 2001 (2001)
- für Violine: Solo 2002 (2002) und Cantando (2006)
- für Violoncello: Cadenza (2005) und Solo 2006 (2006)
- für Akkordeon: Solo 2007 - Dialog (2007)[4]

### Kammermusik
- 5 Eisstücke für Blockflötendoppelquartett (1994)
- Détours für Bläserquintett (1996/98)
- Undo für beliebige Besetzung (1997)
- another beautiful day für Klavier, Violoncello und 2 Perkussionisten (2000)
- 5 Stücke für Bläserquintett (2001)
- Sieben mal sieben für Altflöte, Oboe, Bassklarinette, Violine, Kontrabass, Harfe und Akkordeon (2001)
- Duo 2004 für Melodica und Banjo (2004)
- De Zytvogl für Sopran und Klavier (2010)

### Chorwerke
- Chinesisches Fragment Nr. 1, Version für 3 Frauenstimmen (1991)
- Chinesisches Fragment Nr. 1, Version für 4 Frauenstimmen (1997)
- Chinesisches Fragment Nr. 2, für Männerstimmen (1992)
- Chinesisches Fragment Nr. 3, für gemischte Stimmen (1992)

### Orchesterwerke
- Konzert für Kontrafagott und Streichorchester (1995)
- Redo für improvisierendes Blasinstrument und Streichorchester (1997)
- 3 Stücke für Streichorchester (1997)
- Epilog für Flöte, (Sopran ad libitum) und Streichorchester

## Diskografie
- Solo Pieces 1993 – 2007 (2009, NEOS 10940)
- Euridice (Ensemble æquatuor)(2009, ECM NEW SERIES 2045)
- Concertante (Sinfonie concertante von Joseph Haydn und Bohuslav Martinů)(2006, Arte Nova 82876 86375 2)
- æquatuor – Im Zwielicht (2006, MGB CTS-M 102)
- Marsyas (Oboe/Gitarre/Theorbe)(2000, en avant records ear-422 222)
- Charles Koechlin: Gesamtwerk für Oboe (2000, en avant records ear-422 523/4)
- Couleurs (Solostücke und Improvisationen)(1999, en avant records ear-422 111)
- Radio æquatuor (1999, en avant records ear-842 001)
- Oboe plus (Solostücke)(1998, col legno 20009)
- Oboe solo (Solostücke und Improvisationen) (1995, pan classics 510 087)

## Schriften
- Measuring and describing music, In: Claudia Emmenegger and Olivier Senn (Hrsg.): Proceedings of ICOMPA, Chronos Zürich, 2010.
- "Wie war es?", 3 Betrachtungen in 6 Szenen, in: Aspekte der freien Improvisation Wolke-Verlag Hofheim, im Druck.
- Aufführungspraxis auf dem Prüfstand In: Schweizerische Musikzeitung Juli/August 2010.
- Beethovens Fifth: a passage to the 19th century Onlinepublikation